# Погост Никольский
Пого́ст Нико́льский — село в Харовском районе Вологодской области.
Входит в состав Харовского сельского поселения, с точки зрения административно-территориального деления — в Харовский сельсовет.

## География
Находится на реке Кубена.
Расстояние до районного центра Харовска по автодороге — 18 км. Ближайшие населённые пункты — Дресвянка, Насоново, Дьяковская, Захаровское, Волчиха.

## Население
| 2010 |
| ---- |
| 101  |

### Национальный и гендерный состав
По переписи 2002 года население — 123 человека (61 мужчина, 62 женщины). Преобладающая национальность — русские (97 %).

## Инфраструктура
Личное подсобное хозяйство с зоной сельскохозяйственного использования, индивидуальная застройка усадебного типа.